# Luma Arcade
Luma Arcade es una compañía de videojuegos sudafricana, siendo la más grande de su país, Sudáfrica. La empresa fue fundada en 2006 y tiene su sede en San Francisco, con sus oficinas de desarrollo en Johannesburgo y una oficina satélite en Portland.

## Historia
Luma Arcade es una división de Estudios Luma, fundada en 2003, con la intención de crear una división con el único propósito de la creación de contenido digital interactivo, enfocado en videojuegos de ordenador y móviles. Las tres divisiones de Estudios Luma ("Luma Animation" y "Luma Design") colaboran en la creación y diseño del contenido, tráileres de juegos, imágenes de pantalla y material adicional.

## Juegos desarrollados
| Título      | Año  | Género                      | Plataforma             | Distribuidor            |
| ----------- | ---- | --------------------------- | ---------------------- | ----------------------- |
| Racer       | 2011 | Racing                      | Android                | Google                  |
| The Harvest | 2010 | Videojuego de rol de acción | Windows Phone 7        | Microsoft Games Studios |
| REV         | 2010 | Racing                      | Microsoft Windows, Mac | N/A                     |
| Mini #37    | 2007 | Racing                      | Microsoft Windows      | N/A                     |